# Palazzo della Secessione
Il Palazzo della Secessione (in tedesco Secessionsgebäude) è un edificio di Vienna, uno degli edifici più famosi dello Jugendstil o Art Nouveau viennese.

## Architettura
(Iscrizione sul prospetto dell'edificio, motto della Secessione viennese)
Il Palazzo della Secessione fu costruito tra il 1897 e il 1898, ad opera del giovane architetto Joseph Maria Olbrich, esponente del movimento della Secessione viennese e allievo del già famoso Otto Wagner, precursore delle tematiche Secessioniste; fu realizzato come spazio espositivo ufficiale (funzione cui è tuttora adibito), separato da quelli a disposizione dell'arte accademica, nel quale allestire periodiche mostre di artisti secessionisti; divenne ben presto centro di importanti e innovativi avvenimenti artistico-culturali dell'epoca. 

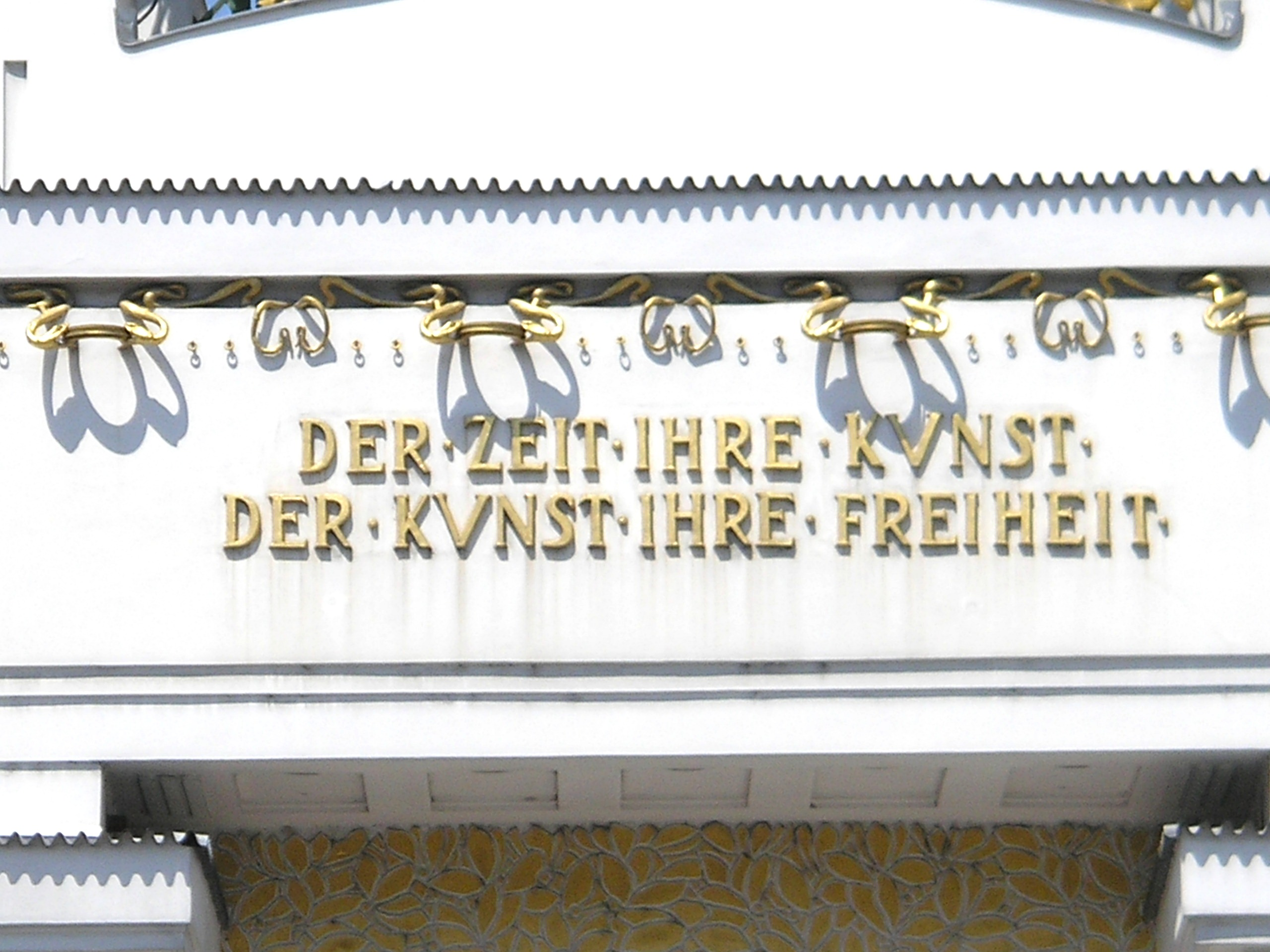
Il motto riportato sulla facciata

L'idea di Olbrich deriva da un disegno di Gustav Klimt, che prevedeva una costruzione cubica, sormontata da un frontone simile a quello di un tempio. Olbrich elaborò la pianta partendo da un semplice quadrato sul quale si sviluppa il volume, composto da pareti lisce e quasi disadorne (se si esclude un fregio floreale sotto il cornicione) nelle quali si inseriscono porte e finestre che si aprono con tagli netti e decisi senza cornici o modanature, tipiche dell'architettura eclettica. Nel complesso si arriva alla realizzazione di un edificio estremamente rigoroso, in controtendenza con le architetture eclettiche in voga a quel tempo. 
Il disegno di Klimt è mantenuto soprattutto per quanto riguarda l'ingresso, che sembra circondato da un'aura mistica all'interno della quale possono accedere solo gli iniziati. Questa sensazione è provocata dall'aspetto dell'ingresso stesso, composto da blocchi massicci che fiancheggiano l'entrata, spogli e privi di decorazioni (fatta eccezione per dei profili del basamento e del cornicione), che richiamano i piloni monumentali dei templi egizi. L'ingresso è arretrato rispetto ai blocchi e compie la funzione di attrarre lo spettatore verso l'interno, raggiungibile attraverso una scala. È in questa parte che si concentra la maggior parte della decorazione, composta da un fregio di foglie dorate, che incorniciano il portale, sopra il quale dei rilievi di teste femminili simboleggiano la scultura. Sopra di esso, su una sorta di trabeazione, è scritto il motto della secessione: “Ad ogni epoca la sua arte, ad ogni arte la sua libertà” (Der Zeit ihre Kunst / der Kunst ihre Freiheit), suggerita dal critico Ludwig Hevesi e rimossa dai nazisti nel 1938.
Elemento di grande novità decorativa è la cupola traforata, quasi sferica, composta da migliaia di foglie di alloro (che simboleggiano la consacrazione ad Apollo, dio delle arti) in rame ricoperto da lamine d'oro, la cui lucentezza contrasta con le pareti semplicemente intonacate di bianco. La cupola permette un'illuminazione naturale dall'alto sugli spazi espositivi interni, grazie anche a quattro lucernari e al rinforzo dato dalle finestre. Gli spazi espositivi sono giocati anch'essi sul rigore e sulle esigenze pratiche, del tutto privi di decorazione, muri ed elementi strutturali fissi dove l'area veniva modificata a seconda delle esigenze attraverso tramezzi

## Esposizioni

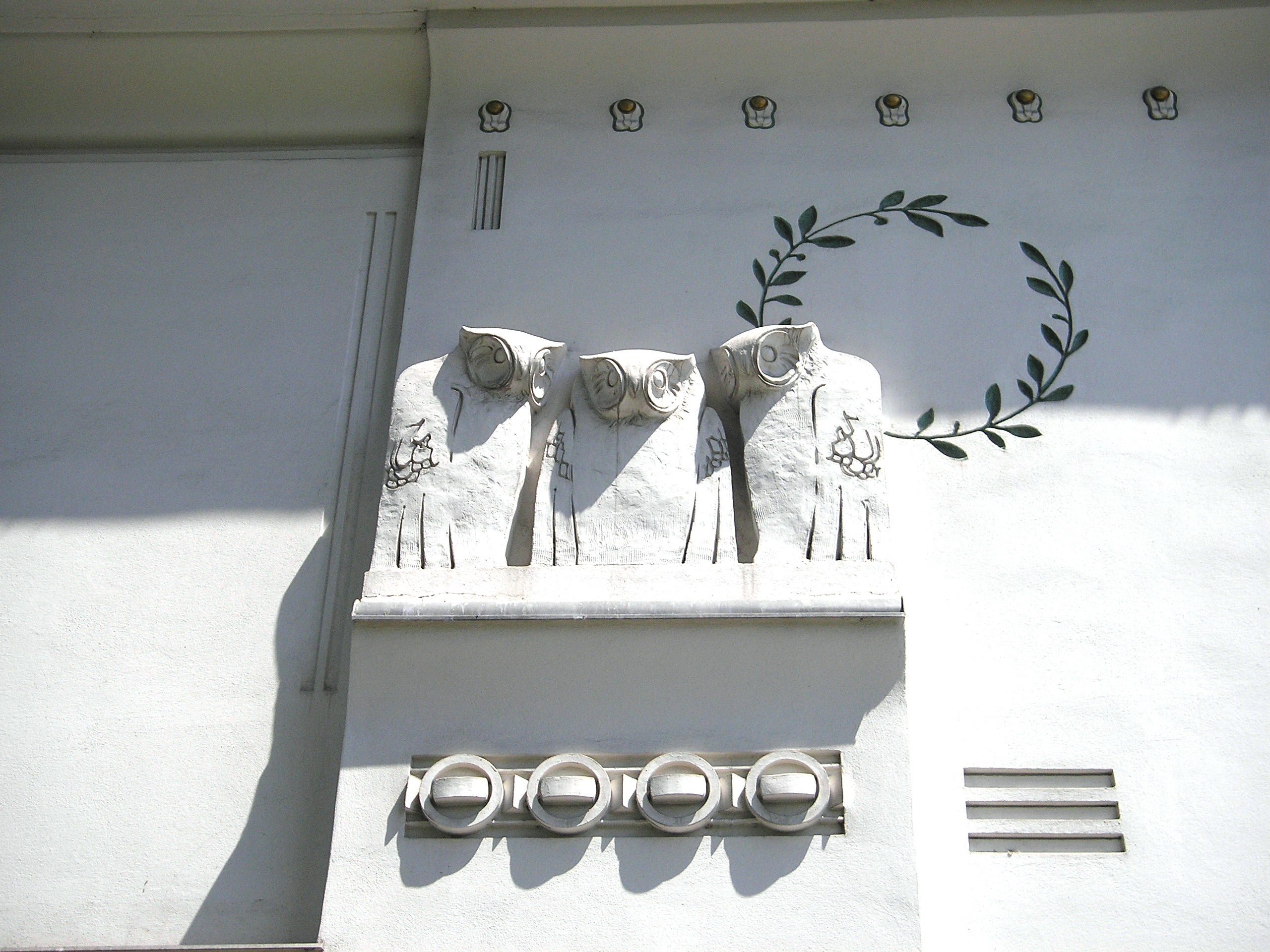
Decorazione sul lato sud

La prima mostra venne tenuta nel padiglione della società di giardinaggio e improntata a criteri del tutto nuovi. Le opere vennero appese all'altezza dello sguardo e raggruppate per autore, in contrasto con i modi caotici di disposizione fino ad allora utilizzati. L'evento richiamò 57.000 visitatori e si concluse con un grande successo e la vendita di 218 opere. Successivamente, per curare l'allestimento di tutte le mostre venne chiamato Olbrich, lo stesso architetto che aveva progettato il palazzo dove si svolgevano. 
Tra le opere esposte all'interno del Palazzo, la più famosa è il Beethovenfries, opera di Gustav Klimt.

## Curiosità
Il Palazzo della Secessione è rappresentato sulla moneta da 50 centesimi di euro coniata dalla Repubblica d'Austria.